# Ходене на Богородица по мъките
„Ходене на Богородица по мъките“ е старобългарски новозаветен апокриф, преведен от гръцки първообраз около X век. Намира широко разпространение сред славяните посредством старобългарската книжнина и култура.
Произведението описва ада и наказанията на грешниците в него и има поучителен характер. Въпреки че носи апокрифен характер, произведението се среща и в официалните книжовни сборници. Друго подобно произведение е „Видение на апостол Павел“, което описва както ада, така и рая.
Сюжетът на „Ходене на Богородица по мъките“ представлява диалог между Дева Мария и архангел Михаил, при който анафорично и стилистично посредством синкретичния паралелизъм е представена една апокалиптична картина на ада, за който е нарисувана следната картина от мъчещи се грешници:
- потопени до кръста в огнена вода;
- потопени до гърдите в огнена вода;
- потопени до шията в огнена вода;
- изцяло потопени,

като се различават четири категории грешници според прегрешението и възмездието, което получават:
- мързеливите лежат, но на одри от пламък и огън;
- интригантите и клюкарите са закачени за зъбите и змии като зли думи постоянно ги хапят по лицата;
- клеветниците са закачени на железни куки за езиците;
- лицемерните Божии служители, свещеници и монаси, които не изпълняват своя дълг и мисия, са изцяло потопени в огнена вода.

Най-тежките прегрешения според апокрифа са езичеството и ереста. Въпреки всички прегрешения человечески,
| „ | Господи, те са творение на Твоите ръце; по цялата земя прославят Твоето име…, | “ |

но за разлика от теб те са само хора и правят своя екзистенциален избор. Но и като хора те вършат грехове, за които ще бъдат наказани. В края на апокрифа, по молба на Света Богородица, въпреки простъпките им, Бог дава едноседмична почивка на грешниците, защото в християнството Бог е не само наказващ, но и милостив (идеята за опрощението на греховете след разкаяние).
Картината на ада и страшните мъки в него е изключително художествено въздействаща върху читателя. Във фолклора е създаден цял цикъл от песни, които са повлияни от този апокриф.
„Ходене на Богородица по мъките“ е цитирана от Иван Карамазов пред Альоша Карамазов – главата „Великият инквизитор“ в романа на Фьодор Достоевски – „Братя Карамазови“. Смята се, че именно от „Ходене на Богородица по мъките“ италианският писател Данте Алигиери е взел идеята за мъченията от първата част на „Божествена комедия“ – „Ад“.